# Olympische Sommerspiele 1900/Leichtathletik – Marathon (Männer)
Die in der französischen Hauptstadt Paris im Rahmen der Weltausstellung Paris 1900 (Exposition Universelle et Internationale de Paris) ausgetragenen Internationalen Wettbewerbe für Leibesübungen und Sport (Concours Internationaux d’Exercices Physiques et de Sports) umfassten auch einen Marathonlauf. Das Internationale Olympische Komitee (IOC) ordnete diesen Wettbewerb dem Programm der Olympischen Spiele 1900 (Spiele der II. Olympiade) zu. Die Austragung fand am 19 Juli 1900 statt.
Olympiasieger wurde Michel Théato, dem fälschlicherweise die französische Staatsbürgerschaft zugeordnet wurde, er war jedoch Luxemburger. Zweiter wurde der Franzose Émile Champion vor dem Schweden Ernst Fast.

## Vorgeschichte
Der Marathonlauf war von Beginn an und ist bis heute fester Bestandteil der leichtathletischen Wettkämpfe. Bei Olympischen Spielen erfährt dieser Wettbewerb stets eine besondere Aufmerksamkeit, denn er ist umgeben vom mythischen Flair der griechischen Antike. Schon der Marathonlauf während der ersten Olympischen Spiele in Athen an historischer Stelle begeisterte eine enorme Menschenmasse. Dies sollte sich nach Vorstellung der Organisatoren in Paris wiederholen. Der anlässlich der Weltausstellung ausgeschriebene Lauf stand jedoch unter einem äußerst ungünstigen Stern.
Langstreckenläufe waren in jener Zeit nicht ungewöhnlich. Es hatte sich bereits eine Szene von Berufsläufern gebildet, die von Ort zu Ort tingelten und um die Geldpreise wetteiferten. Vielfach handelte es sich um Läufe in einem Stadion, die mehrere Stunden dauerten. Auch während der Weltausstellung gab es etwa einen 6-Stunden-Lauf, der vom IOC nicht als olympisch angesehen wurde.

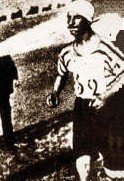
Läufer beim Profirennen

Am 8. Juli, elf Tage vor dem olympischen Marathonlauf, fand der seit 1896 ausgetragene Langstreckenlauf über 40 km von Conflans nach Paris statt, an dem sich 132 Berufsläufer beteiligten. Sportfunktionäre, Läufer und Zuschauer stellten sich nun die Frage, warum man nur kurze Zeit später einen Lauf von gleicher Länge veranstaltete, bei dem es so gut wie nichts zu gewinnen gab. Die Presse urteilte entsprechend negativ und gab dem Rennen den Namen Marathon des Fortifs (Festungs-Marathon), unter dem dieser Lauf in die Geschichte einging. Es war also nicht verwunderlich, dass nur sechzehn Läufer den Wettkampf aufnahmen. Dennoch dürfte ein gewisses Prestige nicht zu bestreiten sein, denn sieben Nationen waren unter den Läufern vertreten.
Die vielen Legenden, die sich um Olympiasieger Michel Théato ranken, machen auch vor den Fotografien nicht halt. Das weitverbreitetste Foto zeigt einen Läufer in einem quergestreiften Trikot mit der Nummer 62, wie er von einem Streckenposten mit einer Wasserspritze besprüht wird. Es war lange Zeit das vermeintlich einzige bekannte Foto vom olympischen Marathonlauf, und deshalb ging man davon aus, dass es den Sieger darstellt. Tatsächlich entstand das Foto jedoch beim elf Tage zuvor ausgetragenen Rennen der Berufsläufer. Es handelt sich hier also nicht um Théato.
Der zweite unglückliche Umstand betraf die Temperaturen, die am Tag des Wettkampfes, dem 19. Juli, herrschten. Je nach Streckenabschnitt hatte man 35 bis 39 Grad Celsius gemessen. Der Streckenverlauf war ein Rundkurs entlang den alten äußeren Befestigungsanlagen (den fortifications) im Uhrzeigersinn um den Stadtkern von Paris herum, wo heute der innere Autobahnring verläuft (Boulevard Périphérique). Diese 40,26 km lange Strecke war ein weiterer Grund für Unmut und vielerlei Streitigkeiten.

## Rekorde/Bestleistungen
In dieser Disziplin wurden aufgrund der unterschiedlichen Streckenbeschaffenheiten keine offiziellen Weltrekorde, sondern nur Weltbestleistungen geführt.
Der olympische Rekord wurde im Renne von 1896 auf einer Streckenlänge von 40 Kilometern aufgestellt:
| Olympischer Rekord | 2:58:50 min | Spyridon Louis | GRE | OS Athen | 10. April 1896 |

Bei diesen Olympischen Spielen wurde der olympische Rekord auf einer Streckenlänge von 40,26 Kilometern um 55 Sekunden verfehlt.

## Medaillen
Wie schon bei den I. Olympischen Spielen vier Jahre zuvor gab es jeweils eine Silbermedaille für den Sieger und Bronze für den zweitplatzierten Athleten. Der Sportler auf Rang drei erhielt keine Medaille.

## Rennverlauf
19. Juli 1900, 14:36 Uhr

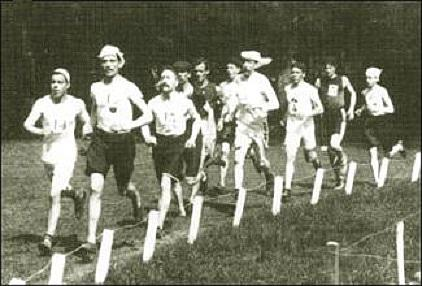
Kurz nach dem Start: der spätere Sieger Michel Théato hier an vorletzter Stelle

Der Start erfolgte auf dem Vereinsgelände des Racing Club de France dem Croix Catelan, das auch Schauplatz aller übriger leichtathletischen Wettbewerbe war. Zu Beginn wurde die Laufbahn aus Gras viermal umrundet, bevor es hinaus in die Stadt ging. Die Streckenposten, von denen die meisten einige Tage zuvor mittels Annonce in einer Zeitung angeworben worden waren, schienen überfordert. Nicht nur, dass sie nicht in der Lage waren, die Läufer vor dem Gewirr an Kutschen, Fahrrädern und einem riesigen Gefolge neugieriger Mitläufer zu schützen, auch waren sie über den Streckenverlauf durch die winkligen Straßen anscheinend nicht ausreichend informiert und leiteten einige Läufer auf Umwege. Markierungen gab es ohnehin nicht.
Die französischen Läufer führten von Beginn an, nur der Schwede Ernst Fast konnte mithalten. Die ortskundigen und über den Streckenverlauf bestens informierten Franzosen, allen voran einer der Favoriten, Georges Touquet-Daunis, bahnten sich ihren eigenen Weg durch das Chaos. Um den Führenden rankt sich eine Anekdote, wonach er nach knapp der Hälfte der Strecke in einem Bistro nahe dem Porte de Clignancourt hastig ein Bier trank und kurz danach mit Magenproblemen aufgeben musste.
Der erst neunzehn Jahre alte Ernst Fast übernahm nun die Führung, doch lange konnte er sich nicht an der Spitze behaupten. Ein anderer Favorit, Émile Champion, und ein unbekannter Läufer namens Michel Théato überholten Fast. Champion wurde von einem Tempomacher unterstützt, dem Berufsläufer Ducro. Auch dieser Umstand war ein Ärgernis insbesondere für die ausländischen Läufer und ein Beispiel für die planlose Organisation. Auf den letzten Kilometern setzte sich Théato deutlich von Champion ab und gewann mit einer Zeit knapp unter drei Stunden. Erst fünf Minuten später folgte Champion. Der Rückstand von Fast, der Dritter wurde, betrug bereits mehr als eine halbe Stunde. Nur sieben Läufer erreichten das Ziel, die übrigen mussten den unsäglichen Zuständen Tribut zollen und gaben vorzeitig auf.

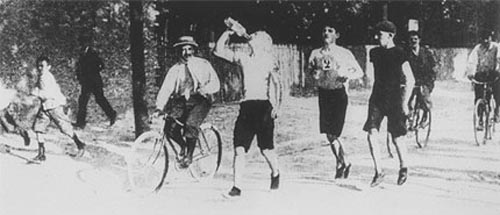
Der spätere zweitplatzierte Émile Champion (Nr. 2) unterwegs bei einer Trinkstärkung

Nach Ende der Veranstaltung gab es zahlreiche Proteste. Ernst Fast beklagte sich darüber, dass er angeblich von einem Polizisten absichtlich fehlgeleitet wurde und erst von erstaunten Passanten wieder auf den richtigen Weg geschickt wurde, dadurch jedoch einen uneinholbaren Rückstand hinnehmen musste. Der Fünfte, der US-Amerikaner Arthur Newton, behauptete jahrelang, dass die französischen Läufer aufgrund ihrer Streckenkenntnis abgekürzt hätten, denn schließlich habe er zur Hälfte des Rennens die Führung übernommen und sei danach von niemanden mehr überholt worden. Dick Grant, Landsmann von Newton, verklagte sogar die Veranstalter und führte einen jahrelangen ergebnislosen Prozess.
So haftet dem olympischen Marathon von Paris bis heute ein Makel an. Dieser wird vom IOC noch dadurch verstärkt, dass der Sieger, Michel Théato, bis heute in den Siegerlisten fälschlicherweise als Franzose geführt wird. Inzwischen ist durch Auffinden seiner Geburtsurkunde festgestellt worden, dass Théato in Luxemburg geboren wurde. Théato lebte zwar in Paris, aber zur Annahme der französischen Staatsbürgerschaft war er definitiv zu jung. Als Mitglied beim Club amical et sportif de Saint-Mandé rühmte sich sein Club und ganz Frankreich nach dem Sieg seiner Person, so dass man seine Herkunft nicht weiter verfolgte. Auch das IOC hat diese Erkenntnis in ihren veröffentlichten Siegerlisten und im Medaillenspiegel bislang nicht berücksichtigt.
Ebenso wenig lässt sich ein Gerücht aus der Welt schaffen, wonach Théato ein Bäckerjunge war, der sich seine Kondition beim Austragen der Brötchen geholt habe und die Hitze während des Marathons deshalb gut verkraftete, weil er diese aus der Backstube gewöhnt war. Sein Sieg war überraschend und für viele Beobachter unerklärlich, verständlicherweise bediente man sich dieser einfachen Begründung. Tatsächlich war Théato jedoch Möbeltischler.
Auch Dick Grants Staatsbürgerschaft ist falsch angegeben. Er war ebenso wie sein Bruder Alex Grant, der unter anderem am 800-Meter-Lauf teilnahm, kanadischer Staatsbürger. Da die beiden Brüder in den USA studierten und Alex für den New York Athletic Club und die University of Pennsylvania, Dick Grant für die Harvard University antrat, wurden sie als US-Amerikaner gelistet.

## Ergebnisse
| Platz | Athlet                 | Land                                           | Zeit (h) |
| ----- | ---------------------- | ---------------------------------------------- | -------- |
| 1     | Michel Théato          | offiziell: Frankreich / tatsächlich: Luxemburg | 2:59:45  |
| 2     | Émile Champion         | Frankreich                                     | 3:04:17  |
| 3     | Ernst Fast             | Schweden                                       | 3:37:14  |
| 4     | Eugène Besse           | Frankreich                                     | 4:00:43  |
| 5     | Arthur Newton          | USA                                            | 4:04:12  |
| 6     | Dick Grant             | offiziell: USA / tatsächlich: Kanada           | k. A.    |
| 7     | Ronald MacDonald       | Kanada                                         | k. A.    |
| –     | Georges Touquet-Daunis | Frankreich                                     | DNF      |
| –     | Auguste Marchais       | Frankreich                                     | DNF      |
| –     | William Saward         | Großbritannien                                 | DNF      |
| –     | Ion Pool               | Großbritannien                                 | DNF      |
| –     | Frederick Randall      | Großbritannien                                 | DNF      |
| –     | Johan Nyström          | Schweden                                       | DNF      |

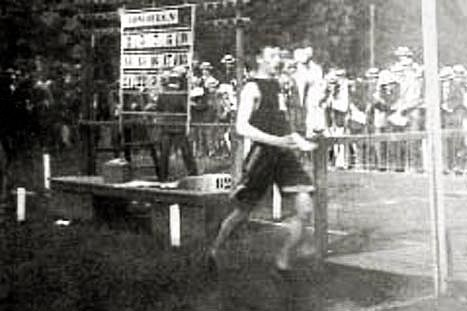
Michel Théato beim Zieleinlauf

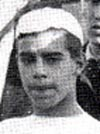
Ernst Fast – als Dritter im Ziel
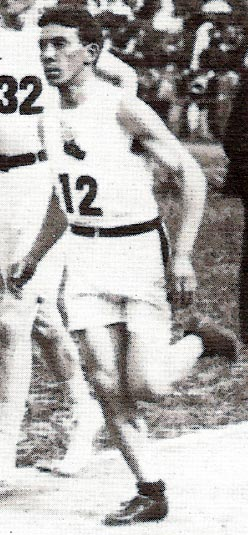
Der fünftplatzierte Arthur Newton wunderte sich, dass er nicht gewonnen hatte und ging davon aus, dass die französischen Läufer aufgrund ihrer Streckenkenntnis Abkürzungen genommen hatten